# Margarita González Saravia
Margarita González Saravia Calderón (Ciudad de México, 13 de junio de 1956) es una política y empresaria mexicana, miembro del partido Morena. Desde el 1 de octubre de 2024 se desempeña como gobernadora del Estado de Morelos, siendo la primera mujer en ocupar el cargo.

## Primeros años
Margarita González Saravia Calderón nació en la Ciudad de México el 13 de junio de 1956. Es hija de Margarita Calderón y de Enrique Gonzalez Saravia, quien fue director del Banco Nacional de México (Banamex). Su abuelo paterno fue el historiador y banquero Atanasio González Sarabia Aragón, quien también fue presidente de Banamex. Y su abuelo materno, Julio Calderón Fuentes administraba un comercio en el Centro histórico de la Ciudad de México, así como el balneario «Las Estacas» en el estado de Morelos, donde además tenía una casona en la ciudad de Cuernavaca, lo cual influyó en que Margarita González Saravia viviera su infancia entre ambas ciudades. Margarita cursó sus estudios básicos en el Colegio Francés del Pedregal, de la alcaldía Álvaro Obregón de la Ciudad de México.
Al cumplir la mayoría de edad, Margarita González Saravia abandonó los estudios para incorporarse a la Organización Revolucionaria «Compañero» una agrupación clandestina de ideología comunista-maoísta. En 1974 fundó la Unión de Colonias Populares del Valle de México, así como la Unión de Trabajadores  del Campo y de la Coordinadora Nacional Plan de Ayala. Posteriormente González Saravia militó en el Partido Socialista Unificado de México (PSUM) y en su partido sucesor, el Partido Mexicano Socialista (PMS). Fue coordinadora de finanzas de la campaña presidencial de Heberto Castillo en 1988.
Fue miembro fundador del Partido de la Revolución Democrática (PRD) en 1989. En 2003 fue postulada por ese partido como diputada estatal por el distrito 1 de Cuernavaca, pero quedó en tercer lugar en los comicios.
Estudió la licenciatura en planificación turística a través del Consejo Nacional de Evaluación de la Política de Desarrollo Social (Coneval).  Heredó el balneario «Las Estacas» de su abuelo materno y enfocó su trayectoria empresarial al ramo turístuco. Fue presidente de la Asociación Estatal de Balnearios y Parques Acuáticos de Morelos. Está casada con el exdiputado federal José del Carmen Enríquez Rosado, con quien tuvo dos hijas.

## Primeros cargos públicos
De mayo de 2010 a septiembre de 2012 fue subsecretaria de turismo del estado de Morelos en el gabinete del gobernador panista Marco Adame Castillo. En 2014 abandona el PRD para ser parte del grupo fundador del partido Movimiento Regeneración Nacional (Morena). En 2015 su partido la volvió a postular como diputada estatal del distrito 1, pero quedó en cuarto lugar de la votación.
De 2015 a 2018 formó parte del gabinete del presidente municipal de Cuernavaca, Cuauhtémoc Blanco. En esa administración ocupó el cargo de secretaria de desarrollo económico y el de subsecretaria de turismo. Posteriormente, cuando Cuauhtémoc Blanco asumió el cargo de gobernador de Morelos, González Saravia se incorporó a su gabinete como secretaria de turismo y cultura, del 1 de octubre de 2018 al 1 de octubre de 2020.
En octubre de 2020 fue nombrada como directora general de la Lotería Nacional para la Asistencia Pública por el presidente de México, Andrés Manuel López Obrador. En julio de 2023 dejó el cargo para buscar la candidatura de su partido para la gubernatura de Morelos.

## Gobernadora de Morelos

### Candidatura
El 10 de noviembre de 2023 el partido Morena seleccionó a González Saravia como su candidata para las elecciones estatales de 2024. El 26 de noviembre su candidatura fue respaldada por la coalición «Sigamos Haciendo Historia», integrada por el partido Movimiento Regeneración Nacional (Morena), el Partido del Trabajo (PT), el Partido Verde Ecologista de México (PVEM), el partido Nueva Alianza Morelos (NAM), Partido Encuentro Solidario de Morelos (PESM) y el partido Movimiento Alternativa Social (MAS).González Saravia Inició su campaña el 31 de marzo de 2024. Participó en el primer debate, celebrado el 21 de abril, pero decidió ausentarse del segundo, realizado el 17 de mayo.
En las elecciones estatales de 2024 resultó ganadora de la elección a la gubernatura con 460,271 votos y 47.87% de los votos contra 30.7% de los votos de su rival más cercana, Lucía Meza Guzmán. Margarita González Saravia asumió el cargo de gobernadora de Morelos el 1 de octubre de 2024.